# Tajuria pallens
Tajuria pallens är en fjärilsart som beskrevs av Druce 1902. Tajuria pallens ingår i släktet Tajuria och familjen juvelvingar. Inga underarter finns listade i Catalogue of Life.